# جود نيوز تي في (مجلة)
جود نيوز تي في هي مجلة شهرية من إصدار شركة جود نيوز صدر العدد الأول منها في إبريل 2008. تعد المجلة من أضخم المطبوعات في مجال صحافة الفضائيات، وفي تقدم تغطية لعالم التلفزيون والفضائيات. بدءا من التغطية التحريرية، وصولا لجداول عروض الفضائيات العربية المفتوحة والمشفرة

## فريق تحرير المجلة
رئيس مجلس الإدارة ورئيس التحرير عماد الدين أديب،  ورئيس التحرير التنفيذي جمال عنايت ونائب رئيس التحرير علاء كركوتي، ومدير التحرير محمد عبد الرحمن وسكرتير التحرير محمد عبد العزيز.

## فريق التصميم والإخراج
المخرج الفني محمد فهمي تنفيذ إخراج يحيى نور ومحمد سمير حجاج وشريف الصاوي، محررة الصور إيمان عبد الغني، ومستشار فني ماهر دياب.

## الإدارة والإنتاج
الرئيس التنفيذي د. سامي هاشم، مدير الإنتاج يحيى شنب، مساعد مدير الإنتاج هاني بدوي، منفذ الإنتاج شريف البشاري، والتوزيع والاشتراكات محمد عزيز.

## أقسام المجلة
بسبب غزارة عدد الفضائيات وكم ما تعرضه من مواد مختلفة تتوجه للجميع، خصصت المجلة جزءا كبيرا من صفحاتها، لتقسيمها إلى عشرة أقسام حسب النوعية المفضلة لكل مشاهد، وهي:
- مسلسلات
- غناء
- سينما
- رياضة
- مرأة
- أطفال
- سياسة
- اقتصاد
- دين
- بين قوسين والقسم يحوي جميع البرامج التي تجمع أكثر من نوعية في آن واحد، مثل برامج التوك شو.

وأربعة أقسام مميزة
- عاجل
- حصاد
- خاص
- قريبًا

ويحتوي كل قسم على مجموعة من الأبواب الثابتة:
- «مباشر» يحتوي على موضوعات وتقارير مرتبطة بمضمون القسم
- «يومياً» يحتوي على جدوال منظمة لما تعرضه القنوات التابعة لكل قسم بنوعيته.
- «حصرياً» يقدم أبرز البرامج التي تتقارب في المضمون أو توقيت العرض.

وفي الأفلام يتم جدولة الأفلام حسب اليوم، مع تحديد نوعية الفيلم وتاريخ الإنتاج، سواء للأفلام العربية أو الاجنبية، كما يتم تقديم المسلسلات العربية حسب الجنسية ما بين مصري وسوري ولبناني وخليجي، والمسلسلات الأجنبية حسب النوع مع جدول خاص للمسلسلات المدبلجة، بالإضافة لمقالات نقدية لما يعرض من المسلسلات العربية والأجنبية على الفضائيات العربية.
وإلى جانب الأقسام العشرة، تقدم المجلة تغطية شهرية للحدث الأبرز من جميه جوانبه. وللمرة الأولى ستقدم المجلة في كل عدد، ملفا خاصا يستعرض تاريخ أبرز القنوات العربية ونجومها ومستقبلها، إلى جانب تحليل شامل لما تقدمه على شاشتها.

## أعداد المجلة
أطلقت المجلة حتى الآن عشرة أعداد تتضمن ملحق خاص عن الشبكات التلفزيونية وملفات خاصة تحوي رقماً مميزاً وبدءاً من العدد السادس أصبحت تباع منفصلة عن المجلة «جود نيوز سينما».

## العدد الأول
صدر العدد الأول في إبريل 2008 ويصل عدد صفحات إلى 226 صفحة، وتم توزيعه مجانا مع العدد الجديد من مجلة (جود نيوز سينما)، وبنفس السعر كهدية من المؤسسة الإعلامية الرائدة لجمهورها. تم اختيار مجموعة قنوات MBC لتكون موضوع الملف الأول في العدد الأول من (جود نيوز تي في).

## العدد الثاني
صدر العدد الثاني في مايو 2008، وتم توزيعه مجانا مع العدد الجديد من مجلة (جود نيوز سينما)، وبنفس السعر كهدية من المؤسسة الإعلامية الرائدة لجمهورها. تم اختيار مجموعة قنوات LBC لتكون موضوع الملف الثاني في عدد شهر مايو من (جود نيوز تي في).

## العدد الثالث
صدر العدد الثالث في يونيو 2008، وتم توزيعه مجانا مع العدد الجديد من مجلة (جود نيوز سينما)، وبنفس السعر كهدية من المؤسسة الإعلامية الرائدة لجمهورها. تم اختيار مجموعة قنوات الجزيرة لتكون موضوع الملف الثالث في عدد شهر يونيو من (جود نيوز تي في).

## العدد الرابع
صدر العدد الرابع في يوليو 2008، وتم توزيعه مجانا مع العدد الجديد من مجلة (جود نيوز سينما)، وبنفس السعر كهدية من المؤسسة الإعلامية الرائدة لجمهورها. تم اختيار مجموعة قنوات Dream لتكون موضوع الملف الرابع في عدد شهر يوليو من (جود نيوز تي في).

## العدد الخامس
صدر العدد الخامس في أغسطس 2008
وتم توزيعه مجانا مع العدد الجديد من مجلة (جود نيوز سينما)، وبنفس السعر كهدية من المؤسسة الإعلامية الرائدة لجمهورها. تم اختيار مجموعة قنوات دبي لتكون موضوع الملف الخامس في عدد شهر أغسطس من (جود نيوز تي في).

## العدد السادس
صدر العدد السادس في سبتمبر 2008 حيث شهد الشهر توزيع المجلة للمرة الأولى منفصلة عن مجلة (جود نيوز سينما) من المؤسسة الإعلامية الرائدة لجمهورها. تم اختيار مجموعة قنوات Orbit لتكون موضوع الملف السادس في عدد شهر سبتمبر من (جود نيوز تي في).

## العدد السابع
صدر العدد السابع في أكتوبر 2008 ونقلاً عن ما كتبه مدير التحرير الأستاذ «محمد عبد الرحمن» أن (أطلقت مجموعة «جود نيوز جروب» العدد السابع من مجلة «جود نيوز تي في» المتخصصة في عالم الفضائيات والتي تصدر مطلع كل شهر من القاهرة.
يحتوي العدد الجديد على 260 صفحة من التغطيات المميزة لكل مجالات النشاط الفضائي العربي، مع التركيز على المجال الدرامي كون العدد يصدر مباشرة بعد انتهاء شهر رمضان المبارك.
يتضمن «عدد شهر أكتوبر» العديد من الملفات والموضوعات الخاصة، في مقدمتها إحصائية ترصد حالة الدراما العربية في رمضان 2008، ومن أبرز نتائج هذه الإحصائية رصد 104 مسلسل مصري وسوري وخليجي ولبناني وبدوي تم عرضهم بالفعل خلال شهر رمضان الماضي، علما بأن الإنتاج العربي لهذا العام يفوق هذا العدد غير أن مسلسلات عديدة لم تجد الطريق نحو الشاشات لأسباب متعددة.
الإحصائية أظهرت تفوق الدراما المصرية من حيث الكم بنسبة 42 % من إجمالي المعروض على الشاشات العربية، ثم الدراما الخليجية بنسبة 28 % والسورية بنسبة 22 % والبدوية بنسبة 8 % وأخيرا اللبنانية بنسبة 2 %، علما بأن فريق إعداد الإحصائية تعامل مع الدراما البدوية باعتبارها نوع مستقل بذاته أيا كانت جنسية فريق العمل الذي وقف وراء إنتاج هذا المسلسل أو ذاك، كما تمت إضافة مسلسلي «فنجان الدم» و«سعدون العواجي» رغم إيقافهما كونهما أدرجا بالفعل في برامج القنوات لشهر رمضان.
كشفت الإحصائية كذلك زيادة جرعة الكوميديا في الأنتاج الخليجي بالمقارنة بالمصري، مع تراجع المسلسلات الكوميدية في الإنتاج السوري، كما أكدت الإحصائية ما تردد عن إهمال القنوات الخليجية للدراما المصرية هذا العام، فقنوات mbc ودبي وروتانا خليجية وقطر عرضت مسلسلاً واحداً من مصر، بينما عرضت «الراي» مسلسلين، فيما كانت قناة «أبو ظبي» هي الاستثناء الوحيد حيث عرضت أربع مسلسلات مصرية.
كذلك تضمنت الإحصائية «أكثر عشر قنوات مفتوحة من حيث كم المسلسلات» وجاء في المركز الأول قناة LBC ثم mbc يليها الفضائية المصرية.
أما أكثر الممثلين انتشاراً في الدراما المصرية هذا العام، فكان التنافس قوياً بين يوسف فوزي وخيرية أحمد وأحمد راتب ولكل منهم ست مسلسلات، يليهم أحمد خليل ومحمود الجندي ورجاء الجداوي وكل منهم شارك في خمس مسلسلات، ثم صلاح عبد الله وعزت أبو عوف ولكل منهما 4 مسلسلات.
فيما كانت ميرفت أمين هي النجمة المصرية الوحيدة التي تشارك في سباق رمضان بمسلسلين دفعة واحدة، بينما كان محمد الحلو هو المطرب الأكثر انتشاراً بأربع مسلسلات، وتتضمن الإحصائية المنشورة على خمس صفحات في المجلة الكثير من التفاصيل الأخرى.
العدد نفسه يشهد تغطية حصرية بالأرقام للمؤتمر الصحفي الذي أقيم في بيروت حول نجاح مسلسلي «نور» و«سنوات الضياع» ويرصد التقرير الذي أعده المشرف على التحرير علاء كركوتي حاضر ومستقبل الدراما التركية لدى الجمهور العربي.
داخل العدد أيضا موضوعات أخرى بارزة منها «المسلسلات الممنوعة في العالم العربي»، وتقرير حول الفنانين والمخرجين العرب في دراما رمضان 2008، وحوار مع الفنانة السورية المقيمة في لندن «فاتن العمري»، ومقارنة بين الجزء الأول والجزء الثاني من مسلسل الدالي، واستعراض لسلبيات برنامج «حدوتة مصرية» على قناة «نايل لايف»، كذلك تقرير في قسم الرياضة بعنوان «دوري أبطال الإعلانات» عن نسبة استحواذ لاعبي الأندية المصرية على الاعلانات التلفزيونية، وفي قسم المرأة تقرير يقارن بين برامج الطبخ في رمضان 2008، وتقرير في قسم السياسة حول مناطق القوة والضعف في المسلسل التسجيلي «بيت صدام»، وفي قسم الدين تقرير بعنوان «بصمات عمرو خالد»، أما قسم «بين قوسين» فيتضمن عدة موضوعات عن أبرز برامج رمضان 2008.
ومع المجلة ولأول مرة ملف بعنوان «أشهر 25 مسلسل أجنبي في مصر» حيث تم رصد أكثر المسلسلات الأجنبية شهرة لدى الجمهور المصري بعيدا عن المستوى الفني، وحصل المسلسل الأمريكي «فريندز» على المركز الأول.
كذلك مع عدد أكتوبر من مجلة «جودنيوز تي في» ملف بعنوان «الشاشة الزرقاء» عن تاريخ وحاضر قناة «المستقبل» اللبنانية.
إضافة إلى ما سبق، تواصل المجلة خدمتها الشهرية في تقديم قوائم البرامج والمسلسلات والأفلام، ويتم تصنيفها حسب الموعد واليوم لا القناة بشكل يساعد المشاهد على اختيار المادة المفضلة له حسب ظروفه الشخصية والتوقيت الذي يفضله والنوعية المفضلة)

## العدد الثامن
صدر العدد الثامن في نوفمبر 2008 ويصل عدد الصفحات إلى 210 صفحة، وقد تم اختيار قنوات «المستقبل» كملحق خاص لهذا العدد والملف الخاص عن «الأفضل والأسوأ في 29 مسلسل رمضاني»
• (الدالي) الأكثر جماهيرية، و(في إيد أمينة) الأسوأ، و(شرف فتح الباب) خيب أمال الجمهور
• «نور الشريف» أفضل ممثل، و«غادة عادل» أفضل ممثلة، والمفاجأة خروج (أسمهان) من السباق
• «الحياة» أكثر قناة تابعها المشاهدين في رمضان، ثم «حكايات» و«بانوراما دراما» و"otv"
• «عمرو خالد» ينافس برامج المنوعات على المراكز الثلاثة الأولى
أكد استطلاع رأي جماهيري أجرته مجلة (جود نيوز تي في) المتخصصة في عالم الفضائيات، أن مسلسل (الدالي - الجزء الثاني) كان الأكثر جماهيرية بين مسلسلات رمضان 2008، حيث تصدر المسلسلات التي حظيت باهتمام الجمهور في رمضان، فيما حصل مسلسل (في إيد أمينة) على مركز المقدمة فيما يخص «أسوأ مسلسل»، بينما جاء (شرف فتح الباب) في المركز الأول كأثر المسلسلات التي خيبت أمال الجمهور عند عرضها.
وقال «علاء كركوتي» المشرف على تحرير المجلة أن استطلاع الرأي تم على 500 مشاهد، وصيغت الأسئلة بحيث لا يتم إجبار المشاهد على اختيار مسلسلات أو برامج أو قنوات من جنسية محددة، مشيراً إلى أن الهدف من الاستطلاع معرفة رأي الجمهور فيما كانوا يتابعونه بالفعل في رمضان، مع الابتعاد عن «التفضيل» فيما يخص «أفضل مسلسل» حيث تم سؤال الجمهور عن «أكثر المسلسلات التي حرص على متابعتها في رمضان» وفي هذا السؤال تحديد سمح للجمهور باختيار ثلاث مسلسلات بدلا من مسلسل واحد، وذلك لمعرفة اتجاهات المشاهدين بشكل عام تجاه أكبر عدد من مسلسلات رمضان.
وأكد «كركوتي» أن نتائج الاستطلاع التي حملت العديد من المفاجأت جاءت لتؤكد أن الجمهور لا زالت له حساباته الخاصة بعيدا عن آراء النقاد وتصريحات النجوم، مشددا على أن الاستطلاع أجرى بالكامل بعد انتهاء كل مسلسلات رمضان لضمان الحصول على إجابات دقيقة من المشاهدين.
من أبرز مفاجأت الاستطلاع خروج مسلسل (أسمهان) من حسابات الجمهور، رغم النجاح النقدي والصحفي الكبيرين، وهو ما يفسره «محمد عبد الرحمن» مدير تحرير المجلة، بأن المسلسل لم يعرض على قنوات تتمتع بجماهيرية كبيرة لدى الجمهور المصري الذي تابع مسلسلات لم تكن بالمستوى نفسه، لكنها عرضت على القنوات المفضلة له، بالتالي يحتاج (أسمهان) لجولة عرض أخرى حتى يتابعه كل الجمهور عبر نوافذ فضائية متعددة.
يضيف "عبد الرحمن" أن تصدر (الدالي) لقائمة المسلسلات الأكثر جماهيرية يؤكد أن العمل جذب اهتمام الجمهور رغم كل الانتقادات الموجهة له، أي أن الجمهور كان شغوفاً بمتابعة مغامرات "سعد الدالي" أيا كان مستوى المسلسل، وهو ما أدى أيضا لفوز الفنان «نور الشريف» بلقب "أفضل ممثل"، كما فازت «غادة عادل» بلقب أفضل ممثلة عن (قلب ميت)، ومن أبرز نتائج الاستطلاع كذلك الانقسام الحاد حول مستوى معظم المسلسلات، فهناك مسلسلات دخلت في قائمة الأكثر جماهيرية، ودخلت أيضا في قائمة "الأسوأ" أو المخيبة للأمال"، كما أن هناك مسلسلات أجمع النقاد على سوء مستواها، لكنها لم تحصد مراكز متقدمة في هذا المجال لأن الجمهور لم يتابعها من الأصل. وفيما يلي بعض نتائج الاستطلاع الذي تنشر المجلة تفاصيله في عددها الصادر خلال أيام:
1. أكثر خمسة مسلسلات حظيت بمتابعة الجمهور في رمضان هي (الدالي – الجزء الثاني) وحصل على 254 صوت، ثم (قلب ميت) وحصل على 175 صوت، و(شرف فتح الباب) وحصل على 143 صوت، وتحت المائة جاء (بعد الفراق) برصيد «88 صوت» ثم (في إيد أمينة) بــ 74 صوت.
2. أفضل ثلاث ممثلين في رمضان حسب رأي الجمهور «نور الشريف» برصيد 157 صوت من أصل 500 صوت، ثم «شريف منير» برصيد 118 صوت وفي المركز الثالث «يحيى الفخراني» برصيد «66 صوت»، وهي نتيجة تتماشي تماما مع إجابات الجمهور في السؤال الأول.
3. أفضل ممثلة كانت «غادة عادل» برصيد 98 صوت، ويسرا 58 صوت، و«هند صبري» في المركز الثالث برصيد 51 صوت.
4. أفضل أغنية تتر، كانت لـ«وائل جسار» عن مسلسل (الدالي) برصيد 170 صوت، ثم «حسين الجسمي» عن (بعد الفراق) برصيد 110 صوت، وأخيرا «رامي عياش» عن (قلب ميت) برصيد 51 صوت، والمفارقة أن المسلسلات الثلاثة مصرية، بينما المطربين غير مصريين.
5. أفضل برنامج بفارق كبير عن باقي المنافسين (حيلهم بينهم) برصيد 106 صوت، ثم (اللعبة) لـ«تامر حبيب» برصيد 48 صوت، و(قصص القرآن) لـ«عمرو خالد» برصيد 45 صوت وهي مفاجأة أن يدخل برنامج ديني في قائمة أقوى ثلاث برامج رمضانية وسط المنافسة الكبيرة من برامج المنوعات.
6. أكثر القنوات التي تابعها الجمهور المشارك في استطلاع الرأي، جاءت «الحياة» في المركز الأول برصيد 176، وart حكايات برصيد 65 صوت، ثم بانوراما دراما برصيد 60 صوت، وبفارق صوت واحد جاءت قناة "OTV " في المركز الرابع.
7. المسلسل الأسوأ حسب رأي الجمهور كان (في إيد أمينة) برصيد 88 صوت، ثم (هيما) برصيد 43 صوت، و(قمر) برصيد 35 صوت.
8. أكثر ثلاث مسلسلات حرص الجمهور على متابعتها لكن خاب أملهم فيها كانت (شرف فتح الباب) برصيد 110 صوت، ثم (في إيد أمينة) برصيد «84 صوت» و(الدالي) برصيد 55 صوت.

## العدد التاسع
صدر العدد التاسع في ديسمبر 2008 ويصل عدد الصفحات إلى 210 صفحة، وقد تم اختيار شبكة (ShowTime) لتكون موضوع الملحق الخاص والملف الخاص عن «أقوى 25 داعية في مصر».
تضمن العدد من مجلة الفضائيات (جود نيوز تي في) قائمة -هي الأولى من نوعها- حدد القراء من خلالها أكثر عشر قنوات يرونها هابطة في الوطن العربي وتحديداً بين القنوات التي تبث على القمر الصناعي نايل سات، وجاء هذا الاستطلاع نتيجة المؤتمرات واللقاءات التي تعقد كل فترة لمواجهة الآثار السلبية للعديد من الفضائيات على الجمهور خصوصاً الشباب، لكن تلك المؤتمرات لم تعلن حتى الآن عن أسماء قنوات ويظل المتحدثون فيها يتناولون المضمون الهابط بشكل عام، فبادرت (جود نيوز تي في) التي صدرت في أبريل الماضي تحت شعار (شاهد ما تريد) بالتوجه للجمهور وأساتذة الإعلام لسؤالهم عن معني القنوات الهابطة وما هي أبرزها بالنسبة لهم، وطرق مواجهة هذه القنوات، وأخيراً مدى موافقة الجمهور على الفتوى الشهيرة بقتل أصحاب الفضائيات الهابطة.
وجاءت نتائج الاستطلاع المنشورة في عدد ديسمبر 2008 كالتالي، أكثر من 78 % من المشاركين رؤوا أن القناة الهابطة هي التي تعرض كليبات أو مواد يغلب عليها الطابع الجنسي، والتي تعتمد على مسابقات الأسئلة الساذجة من تقديم فتيات فقط، والتي تقدم مواد تعارض قيم المجتمع، وهذه النسبة اختارت كل الإجابات المطروحة في استمارة الاستطلاع.
أما أراء أساتذة الإعلام والاجتماع فعرفت القناة الهابطة بأنها «تهبط بالمجتمع وبالذوق العام سواء كان بصريا أو سمعيا أو فكريا، وهي القناة التي تعود بالناس إلى الوراء مركزة على التراث المهجور كالتراث الديني المهجور إذ تستدعي الأحكام والشريعة والتفسيرات المهجورة والغريبة والمشكوك فيها وتضفيها على السطح معتبرة ذلك هو المقياس لتقييم الناس والمجتمع، وهي التي تعتمد على التلقين أو التسلية (تلقين ديني، أو تسلية غناء وأفلام...) ولا تقدم التثقيف، كما أنها هي التي تقدم برامج فضائحية مستغلين جملة أن لا حياء في الدين ولا حياء في العلم، فلا يصح مخاطبة الناس في تلك القضايا عبر الأثير ولا يصح أن تكون مادة إعلامية بل يجب أن تناقش مثل هذه المواضيع بالذهاب لمتخصص، وعلى الإعلام أن يفهم وظيفته في تثقيف المشاهد جيدا مراعيا طرق عرض وتناول المواضيع الحساسة».
أما قائمة القنوات الهابطة فجاءت كالتالي، قناه المسابقات والأغاني «سترايك» على رأس القائمة وحصلت على 22% من مجموع الأصوات، وتلتها قناه «الأمارة» بـ 17 % من الأصوات، ثم قناه «الجرس» بـ15% من الأصوات، وجاءت قناه الأغانى الخليجية «غنوة» في القائمة بـ14%، ثم قناه الشات والرسائل «شاتكو» بـ11%، تليها قناه المسابقات «ميلودي تريكس» بـ8%، ثم قناة الأغاني "Etv" بـ 5%، وقناه "Mtv Arabia" بـ4%، ثم قناه «سهم» 2%، وقناه «ميلودي تيونز» بـ2%.
يلاحظ على هذه القنوات أنها خاصة بعرض الأغاني والشات والرسائل والمسابقات، وجاءت بالقائمة بسبب ان برامجها يغلب عليها الأثارة، كما أن تعرض رسائل يغازل فيها الجمهور المذيعات والمذيعين ويعلقون على ملابسهم.
وحول التصدي للقنوات الهابطة أختار أكثر من 25% من المشاركين الاختيار الثالث الخاص بفرض الدولة الرقابة على مثل هذه القنوات، بينما أختار 10% اختيار «تجاهل المشاهدين لها»، و5% حبذوا وجود حملات إعلامية مضادة مع تدخل للجمعيات الأهلية مثل تأسيس جمعية لحماية حقوق المشاهدين، 5% طالبوا بإقامة مؤتمرات على المستوى العربي لمواجهة هذه القنوات، و30% طالبوا بجميع الوسائل السابقة. اما بخصوص فتوى الشيخ صالح اللحيدان فقال 82 % من القراء أنهم يرفضون استخدام العنف تجاه أصحاب القنوات الهابطة.
الجدير بالذكر أن العدد نفسه والذي يحمل رقم 9 من (جودنيوز تي في) شهد إطلاق قائمة (أقوى 25 داعية في مصر).
ويضم العدد التاسع من (جود نيوز تي في) أيضا ملحقا خاصا عن شبكة قنوات «شو تايم» ضمن سلسلة المجلة الشهرية لتحليل أبرز الفضائيات العربية

## العدد العاشر
تواصل مجلة (جودنيوز تي في) المتخصصة في عالم الفضائيات تقديم المزيد من الإحصاءات والدراسات حول تطور القنوات الفضائية العربية في عددها الجديد الذي يحمل رقم 10، حيث أكدت إحصائية أجرتها المجلة أن عدد القنوات العراقية التي ظهرت منذ عام 2003 حتى الآن وصل إلى 43 قناة –حتى نهاية 2008- لتشكل العراق ظاهرة فضائية خاصة كونها الدولة الوحيدة التي تعاني من الاحتلال رغم ذلك لديها كل هذا الكم من القنوات التي تعبر عن كل الأحزاب والطوائف بل المدن والقبائل، وحمل التقرير عنوان (العراق تحتل الفضاء) وأظهرت النتائج الأخرى للإحصائية أن 54 % من القنوات العراقية التي تعمل حالياً هي قنوات عامة من حيث المضمون، فيما 20 % سياسية خالصة، و15 % دينية، وتتوزع النسب الباقية بين الغنائية والتربوية والرياضية والاقتصادية.
كذلك أظهرت الإحصائية أن 56 % من القنوات تتكلم باسم المذهب الشيعي، فيما 16 % باسم السنة، و14 % كردية، فيما 12 % منها لم تعلن عن الانتماء لمذهب محدد وقت إجراء الإحصائية. أكدت الإحصائية كذلك أن 30 % من تلك القنوات حرص أصحابها على اختيار أسمائها من التراث والمدن العراقية بحيث يعرف المشاهد جنسيتها من مجرد قراءة الاسم.
إحصائية أخرى قدمتها المجلة في عدد شهر يناير عن القنوات التي انطلقت في عام 2008 وكان الهدف منها دراسة معدل نمو الفضائيات الموجهة للجمهور العربي عبر (نايل سات) من ناحية الكم والمضمون، على أن تكون هناك إحصاءات أخرى من هذه النوعية في الأعداد المقبلة، وأكدت الإحصائية أن هناك 103 قناة جديدة انطلقت في العام الماضي، 20 % منها قنوات دينية، و13 % قنوات عامة، ومن أبرز الملاحظات زيادة ملحوظة في قنوات الأفلام والمسلسلات بنسبة تصل إلى 12 % من إجمالي عدد القنوات التي ظهرت في 2008، فيما كان التراجع من نصيب قنوات الأطفال والقنوات الاقتصادية، حيث لم تزد نسبة تلك القنوات عن 5%.
العدد نفسه شهد العديد من الموضوعات التي تهم المشاهد العربي كان في مقدمتها موضوع (الصورة الأكثر انتشاراً) حول واقعة ضرب الرئيس الأمريكي«جورج بوش» بالحذاء وكيف تابعت الفضائيات هذا الموقف. يضاف إليه موضوعات حول (المستوى الحالي للدراما التركية)، و(ملاحظات نقدية لمسلسل لحظات حرجة)، و(ضحايا برنامج أمريكان أيدول)، و(ظاهرة المفتش كرومبو)، و(أسباب اختفاء قناة دريم سبورت)، بالإضافة لباب «زووم» والذي يلقي الضوء على وجوه إعلامية بارزة، من بينها في عدد يناير، المخرج «خالد شبانة»، الطبيب الإماراتي «طارق حبيب»، المعلق الرياضي أشرف شاكر، المخرج اللبناني أسد فولادكار، الإعلامي والصحفي وائل الإبراشي، المذيع الاقتصادي محمد عبد الرحمن. مع العدد ملف خاص عن شبكة قنوات روتانا، بالإضافة لملف بعنوان (أفضل خمسين مسلسل مصري) ستعلن المجلة تفاصيله لاحقاً.
يضاف إلى ما سبق جداول برامج وأفلام الفضائيات العربية حسب التصنيف، بداية من قسم «مسلسلات» و«غناء» و«سينما» و«رياضة» و«مرأة» و«طفل» و«سياسة» و«اقتصاد» و«دين» و«بين قوسين».
مجلة (جود نيوز تي في) تصدر شهريا منذ أبريل 2008 عن مؤسسة (جود نيوز جروب) التي يرأس مجلس إدارتها الإعلامي المعروف «عماد الدين أديب».

## أخبار منشورة عن المجلة
- بالجريدة الألكترونية «آرام» بتاريخ 17 أبريل صدر مقال بعنوان «العدد الأول من جود نيوز تي في» حيث إلقاء الضوء على صدور العدد الأول للمجلة وتعريفاً بطاقم العمل ثم ملخص سريع لما يحتويه العدد من موضوعات وأقسام.

http://www.aaramnews.com/website/39994NewsArticle.html
- لأول مرة على منتدى تفاعلي «منتديات رواد العرب» نشر موضوع بعنوان «جود نيوز تي في: الجزيرة صانعة الأزمات وشوبير أكثر الوجوه ظهورا في الفضائيات» بتاريخ 9 يونيو، حيث يتناقشون حول العدد الثالث من المجلة وما ورد به من أهم الموضوعات وكما يبدو اهتمامهم الكبير بما قدمته المجلة موضوعات تتعلق بقناة «الجزيرة» والرياضي المعروف «أحمد شوبير».

- بشبكة الأعلام العربية «محيط» نشر بتاريخ 5 أغسطس مقال بعنوان ""جود نيوز تي في«تصدر بشاشات متهمة بالإرهاب» عن إعلان مجلة «جود نيوز تي في» استقلالها عن مجلة «جود نيوز سينما»؛ ابتداءً من عدد سبتمبر بالتزامن مع حلول شهر رمضان حيث تباع منفردة في الأسواق، كما يتضمن العدد لشهر أغسطس وهو الخامس، تقريراً بعنوان «شاشات متهمة بالإرهاب» يشمل حصرا حول اتهام بعض الفضائيات العربية بالتعاون مع جهات متطرفة.

http://www.moheet.com/show_news.aspx?nid=152425&pg=62
- بالموقع الألكتروني "في الفن" نشر بتاريخ 5 سبتمبر مقال بعنوان "دليل مشاهدة مسلسلات رمضان في «جود نيوز تي في» والأعلان الرسمي لأستقلال المجلة عن «جود نيوز سينما» ونظرة لما تعرضه المجلة في خلال عددها لشهر سبتمبر.

http://www.filfan.com/News.asp?NewsID=9503
- بشبكة الأعلام العربية «محيط» نشر بتاريخ 11 أكتوبر مقال بعنوان ««جود نيوز تي في» المتخصصة في الفضائيات ترصد أحوال الدراما في رمضان» تضمن ما تحمله المجلة في عددها الجديد لشهر أكتوبر من الملفات، والموضوعات الخاصة، في مقدمتها إحصائية ترصد حالة الدراما العربية في رمضان 2008، وأبرز نتائج هذه الإحصائية.

http://www.moheet.com/show_news.aspx?nid=174911&pg=62
- بالجريدة الألكترونية اليومية «إيلاف» صدر مقال بعنوان «قائمة أكثر عشر قنوات هابطة في العالم العربي» تضمن محتواه عن العدد التاسع الصادر بشهر ديسمبر من مجلة الفضائيات (جود نيوز تي في) قائمة تضم اختيار القراء لعشر قنوات يرونها هابطة في الوطن العربي.

http://www.elaph.com/Web/Entertainment/2008/12/392107.htm
- عودة لصفحات النقاش بالمنتديات بتاريخ 18 ديسمبر تم فتح موضوع نقاش ب«منتديات طرب الفنية» بعنوان ""جود نيوز TV«تعلن قائمة بالقنوات الهابطة وتقدم اقتراحات المشاهدين» حيث مناقشة قائمة القنوات الهابطة وقد علق إحدى الأعضاء تعقبياً على ما ورد ذكره أستاذ «محمد عبد الرحمن» المتحدث الرسمي باسم مجلة «جود نيوز TV» عن القنوات الهابطة: (الله الراجل ده بيقول كلام زى الفل.. سترايك والجرس قنوات تعلى الضغط، ميلودى تريكس فيها كمية استظراف لا تطاق، وقنوات الشات دى طبعا وجودها زي عدمها واللى عنده أي قناة خنقاه يقولها عشان نضمها للقائمة)

http://vb.6rb.com/showthread.php?t=241407